# 棟皮埃爾
棟皮埃爾（法語：Dompierre，法語發音：[dɔ̃pjɛʁ] ⓘ）是瑞士弗里堡州的一个旧市镇，位於該國西部，面積4.45平方公里，海拔高度459米，2011年人口807，七成半人口信奉羅馬天主教，人口密度每平方公里181人。

## 外部連結
- Official website （页面存档备份，存于） （法文）